# Rosemarie Grützner
Rosemarie Grützner ist eine deutsche Kommunalpolitikerin (SPD).

## Werdegang

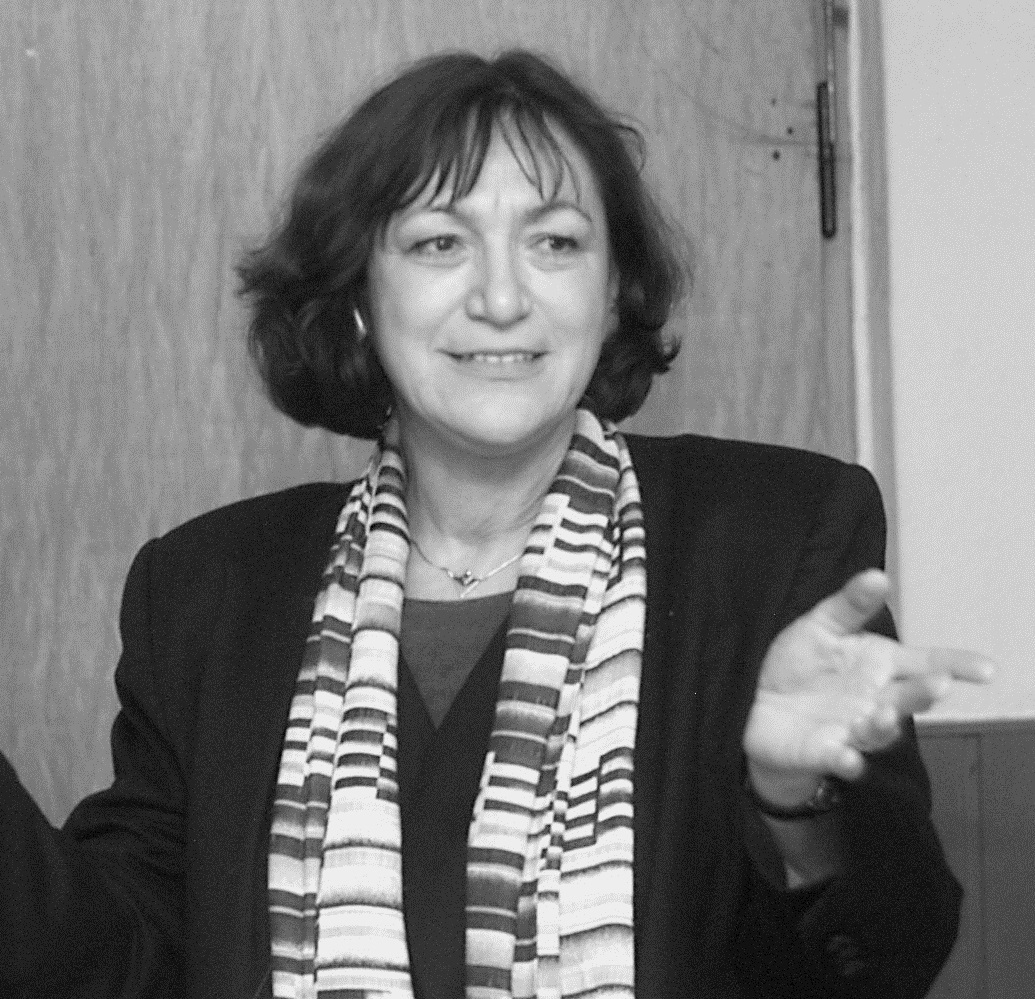
Rosemarie Grützner, Landrätin in Fürstenfeldbruck 1990 bis 1996

Grützner schloss ihr Studium an der Fachhochschule als Diplom-Finanzwirtin ab. Sie ist als Steuerberaterin in Eichenau niedergelassen.
Bei der Landratswahl im Landkreis Fürstenfeldbruck im Frühjahr 1990 setzte sie sich gegen Amtsinhaber Gottfried Grimm (CSU) durch. Sechs Jahre später unterlag sie in der Stichwahl dem jungen Rechtsanwalt Thomas Karmasin (CSU) mit 49,97 % der Stimmen.